# Joachim Werner (Ruderer)

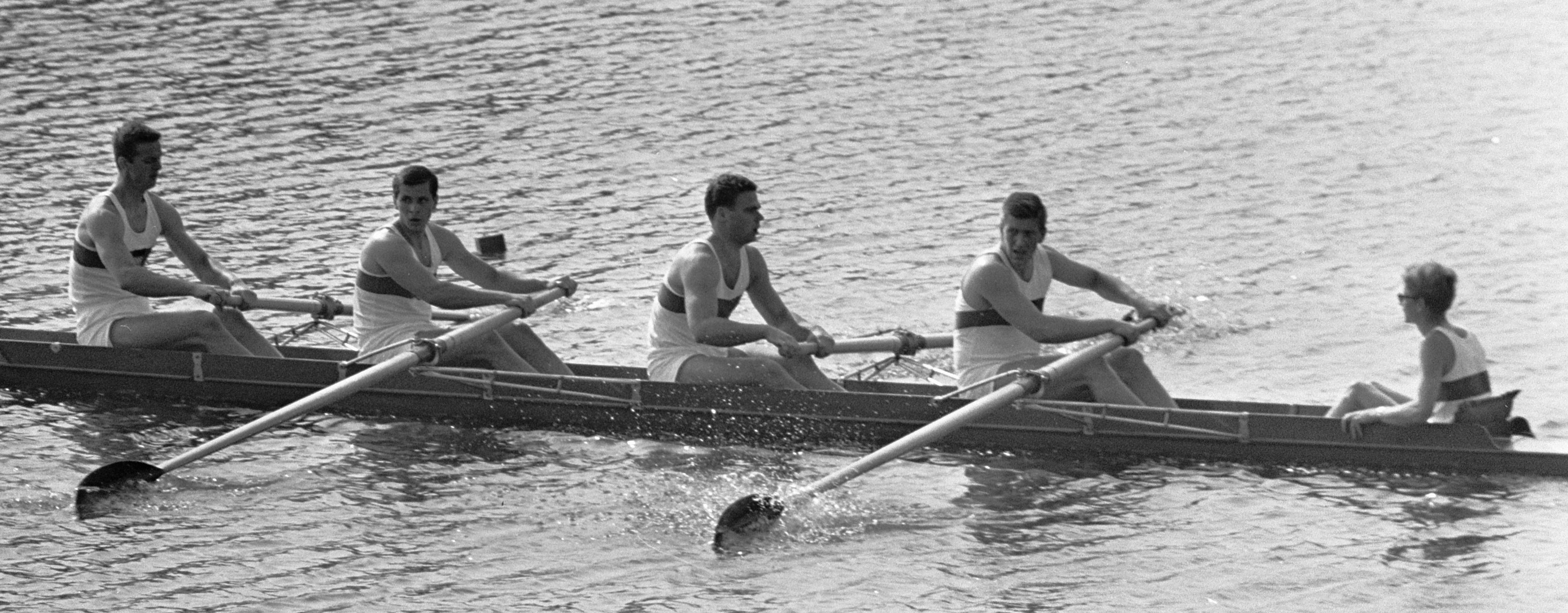
Die Vizeeuropameister 1964 von links nach rechts: Egbert Hirschfelder, Joachim Werner, Bernhard Britting, Peter Neusel, Jürgen Oelke

Joachim Werner (* 19. Juli 1939 in Berlin; † 10. Juli 2010 ebenda) war ein deutscher Ruderer. 1964 wurde er Olympiasieger im Vierer mit Steuermann.
Der Ruderer vom Berliner Ruder-Club wurde 1963 von Trainer Walter Volle zusammen mit Egbert Hirschfelder in den Vierer gesetzt, der 1962 Weltmeister geworden war. Die neue Besetzung mit Peter Neusel, Bernhard Britting, Joachim Werner, Egbert Hirschfelder und Steuermann Jürgen Oelke konnte an die Erfolge der vorherigen Besatzung anknüpfen. Das Boot gewann auf Anhieb die deutsche Meisterschaft und siegte bei der Europameisterschaft in Kopenhagen vor den Booten aus der Tschechoslowakei und der Sowjetunion. 1964 gewannen Neusel, Britting, Werner, Hirschfelder und Oelke erneut den Meistertitel. Bei der Europameisterschaft in Amsterdam unterlagen sie aber dem neu zusammengestellten russischen Boot, der Berliner Vierer erhielt Silber vor dem italienischen Boot. Bei den Olympischen Spielen 1964 in Tokio gewannen Deutschland, Italien und die Sowjetunion die drei Vorläufe. Am Finaltag, dem 15. Oktober, waren die Bedingungen wegen starken Windes etwas schwierig. Das sowjetische Europameisterboot hatte mit den Verhältnissen seine Probleme und belegte den fünften Platz, während das Berliner Boot die Goldmedaille vor den Italienern gewann. 
Joachim Werner war bei der (West-)Berliner Oberfinanzdirektion beschäftigt.